# Jürgen Dengler
Jürgen Dengler (* 1967 in Heilbronn) ist ein deutscher Biologe, Botaniker und Professor für Vegetationsökologie an der Zürcher Hochschule für Angewandte Wissenschaften. Er ist Gastwissenschaftler am Deutschen Zentrum für integrative Biodiversitätsforschung (iDiv) und am Biozentrum Klein Flottbek und Botanischer Garten der Universität Hamburg.
Dengler studierte Biologie in Bayreuth und wechselte nach dem Vordiplom 1990 nach Kiel. Dort diplomierte er zu den Trockenrasen der Schorfheide-Chorin und wurde dort 2003 promoviert mit einer Arbeit zu neuen Methoden der Pflanzen-Taxononmie. 2012 erfolgte die Habilitation in Ökologie und Makroökologie an der Universität Hamburg. Später wurde er Professor in Bayreuth.
Seine Forschungsschwerpunkte sind die Vegetationsökologie, die Makroökologie, Vegetationsdatenbanken („Ökoinformatik“), Naturschutzbiologie und Forschung zu Renaturierungsmaßnahmen sowie die Experimentelle Pflanzenökologie.

## Publikationen
- K. Wesche, D. Ambarlı, J. Kamp, J. Dengler et al. (2016): The Palaearctic steppe biome: a new synthesis. Biodiversity and Conservation 2197. doi:10.1007/s10531-016-1214-7
- Krstivojević Ćuk, Mirjana; Šoštarić, Ivan; Dengler, Jürgen (2015): Scale-dependent species diversity in a sandy dry grassland (Festucion vaginatae) of Vojvodina In: Bulletin of the Eurasian Dry Grassland Group Bd. 28 (2015). S. 16–22